# Ramon Sessions
Ramon Sessions (Myrtle Beach, Carolina do Sul, 11 de abril de 1986), é um jogador de basquete profissional norte-americano que atualmente joga pelo New York Knicks da NBA.

## Estatísticas na NBA

### Temporada regular
| Ano     | Equipe      | PJ  | PT  | MPP  | %TC  | %3P  | %TL  | RPP | APP | ROB | TPP | PPP  |
| ------- | ----------- | --- | --- | ---- | ---- | ---- | ---- | --- | --- | --- | --- | ---- |
| 2007-08 | Milwaukee   | 17  | 7   | 26.5 | .436 | .429 | .780 | 3.4 | 7.5 | 1.0 | .2  | 8.1  |
| 2008-09 | Milwaukee   | 79  | 39  | 27.5 | .445 | .176 | .794 | 3.4 | 5.7 | 1.0 | .1  | 12.4 |
| 2009-10 | Minnesota   | 82  | 1   | 21.1 | .456 | .067 | .717 | 2.6 | 3.1 | .7  | .1  | 8.2  |
| 2010-11 | Cleveland   | 81  | 38  | 26.3 | .466 | .200 | .823 | 3.1 | 5.2 | .7  | .1  | 13.3 |
| 2011-12 | Cleveland   | 41  | 4   | 24.5 | .398 | .419 | .830 | 3.1 | 5.2 | .7  | .0  | 10.5 |
| 2011-12 | L.A. Lakers | 23  | 19  | 30.5 | .479 | .486 | .713 | 3.8 | 6.2 | .7  | .1  | 12.7 |
| 2012-13 | Charlotte   | 61  | 0   | 27.1 | .408 | .308 | .839 | 2.8 | 3.8 | .8  | .1  | 14.4 |
| 2013-14 | Charlotte   | 55  | 7   | 23.7 | .409 | .221 | .782 | 2.1 | 3.7 | .6  | .1  | 10.5 |
| 2013-14 | Milwaukee   | 28  | 12  | 32.5 | .461 | .357 | .841 | 3.1 | 4.8 | .6  | .1  | 15.8 |
| 2014-15 | Sacramento  | 36  | 7   | 17.8 | .344 | .214 | .727 | 1.9 | 2.7 | .4  | .0  | 5.4  |
| 2014-15 | Washington  | 28  | 3   | 19.5 | .411 | .406 | .812 | 2.7 | 3.1 | .6  | .0  | 7.4  |
| 2015-16 | Washington  | 82  | 5   | 20.3 | .473 | .324 | .756 | 2.5 | 2.9 | .6  | .1  | 9.9  |
| Total   |             | 613 | 142 | 24.3 | .439 | .314 | .792 | 2.8 | 4.2 | .7  | .1  | 10.9 |

### Playoffs
| Ano   | Equipe      | PJ | PT | MPP  | %TC  | %3P  | %TL  | RPP | APP | ROB | TPP | PPP |
| ----- | ----------- | -- | -- | ---- | ---- | ---- | ---- | --- | --- | --- | --- | --- |
| 2012  | L.A. Lakers | 12 | 12 | 31.7 | .377 | .160 | .743 | 3.0 | 3.6 | .3  | .1  | 9.7 |
| 2015  | Washington  | 10 | 3  | 21.8 | .371 | .400 | .684 | 2.4 | 2.3 | .4  | .1  | 7.5 |
| Total |             | 22 | 15 | 27.2 | .375 | .280 | .722 | 2.7 | 3.0 | .4  | .1  | 8.7 |